# 时速400公里跨国互联互通高速动车组

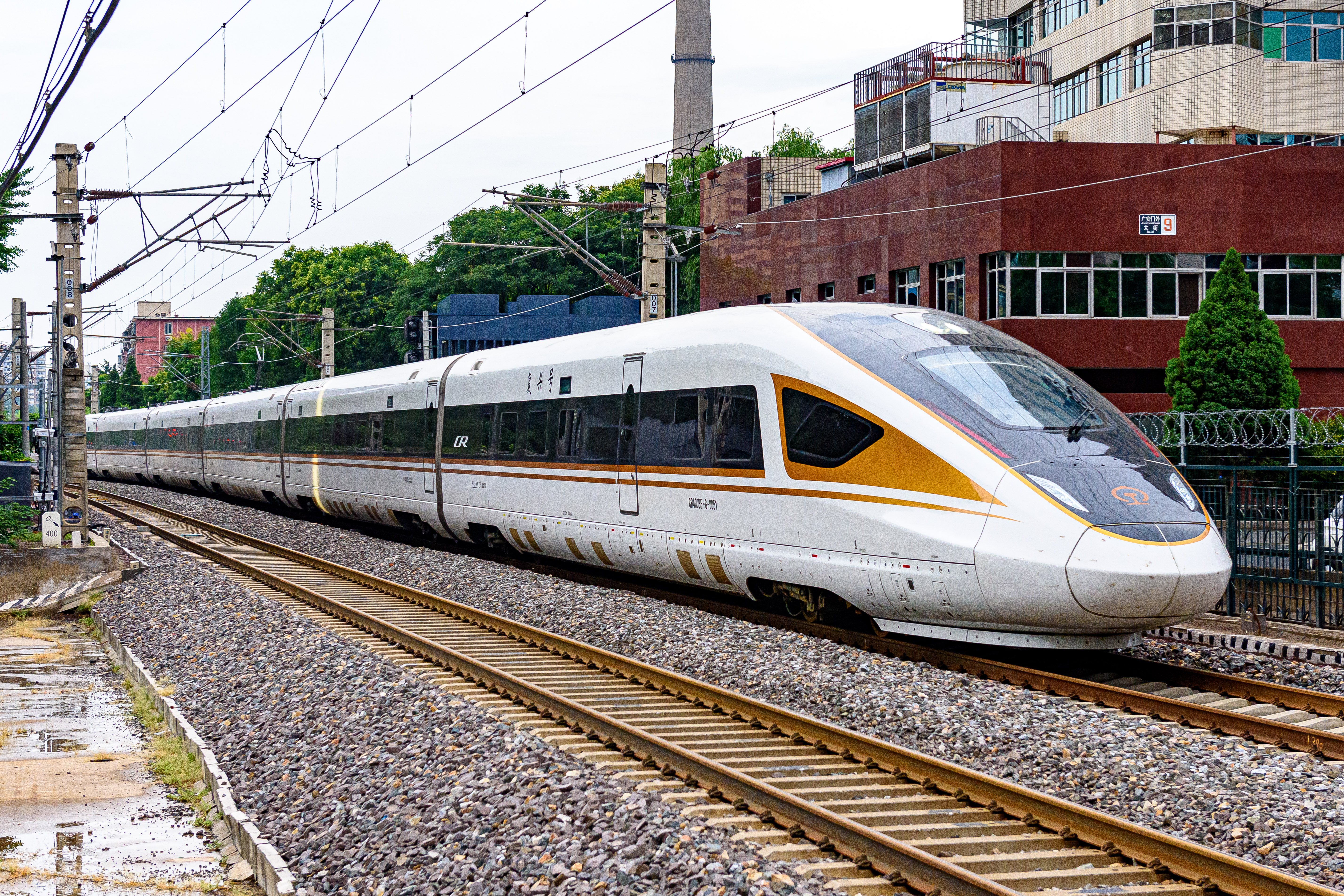
长客制可变轨距动车组于2024年编为CR400BF-G-0051车组，曾用于津兴城际铁路以及该线与京雄城际铁路的跨线车次

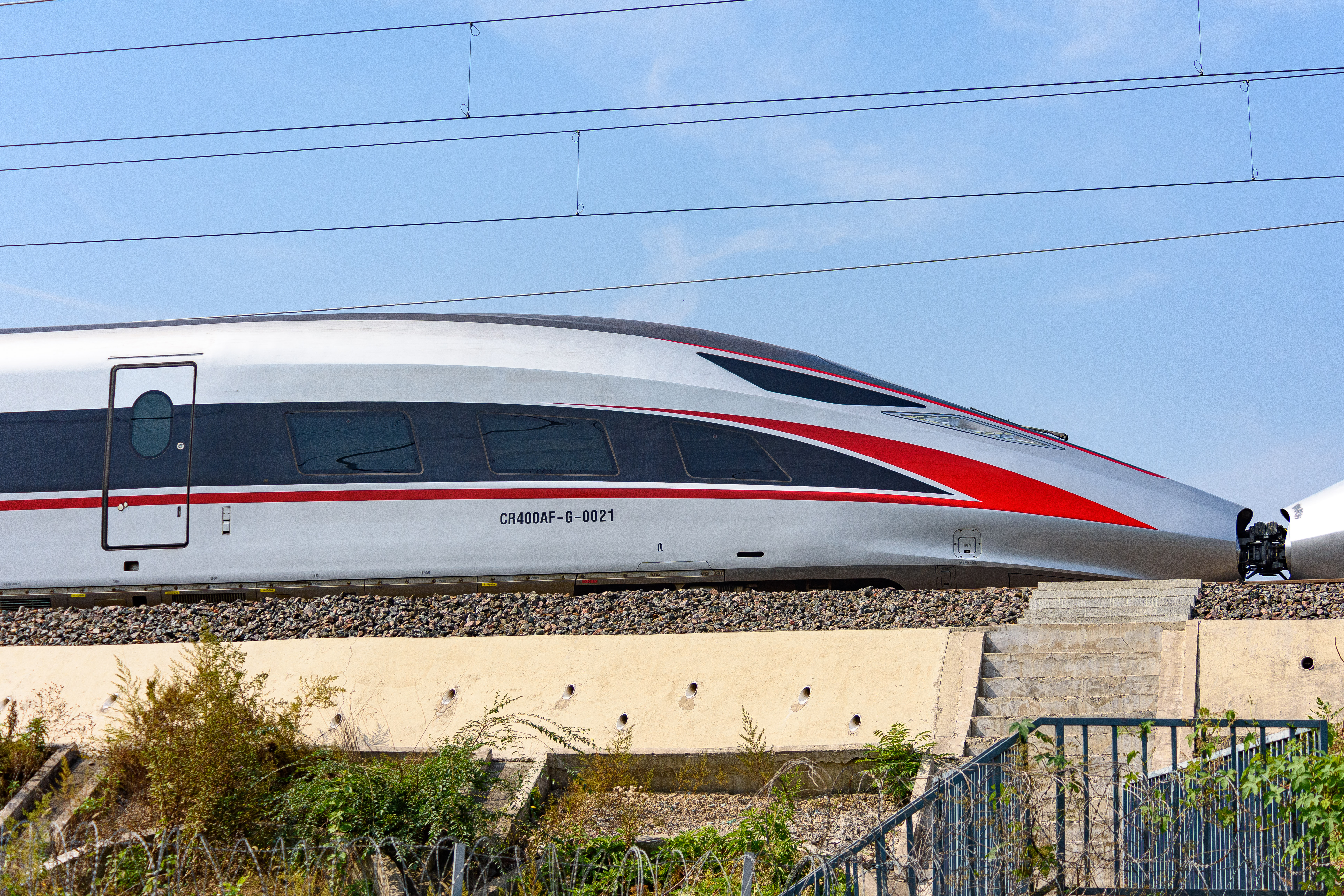
四方制可变轨距动车组于2024年编为CR400AF-G-0021车组，现用于京哈客运专线车次（如G905/910次）

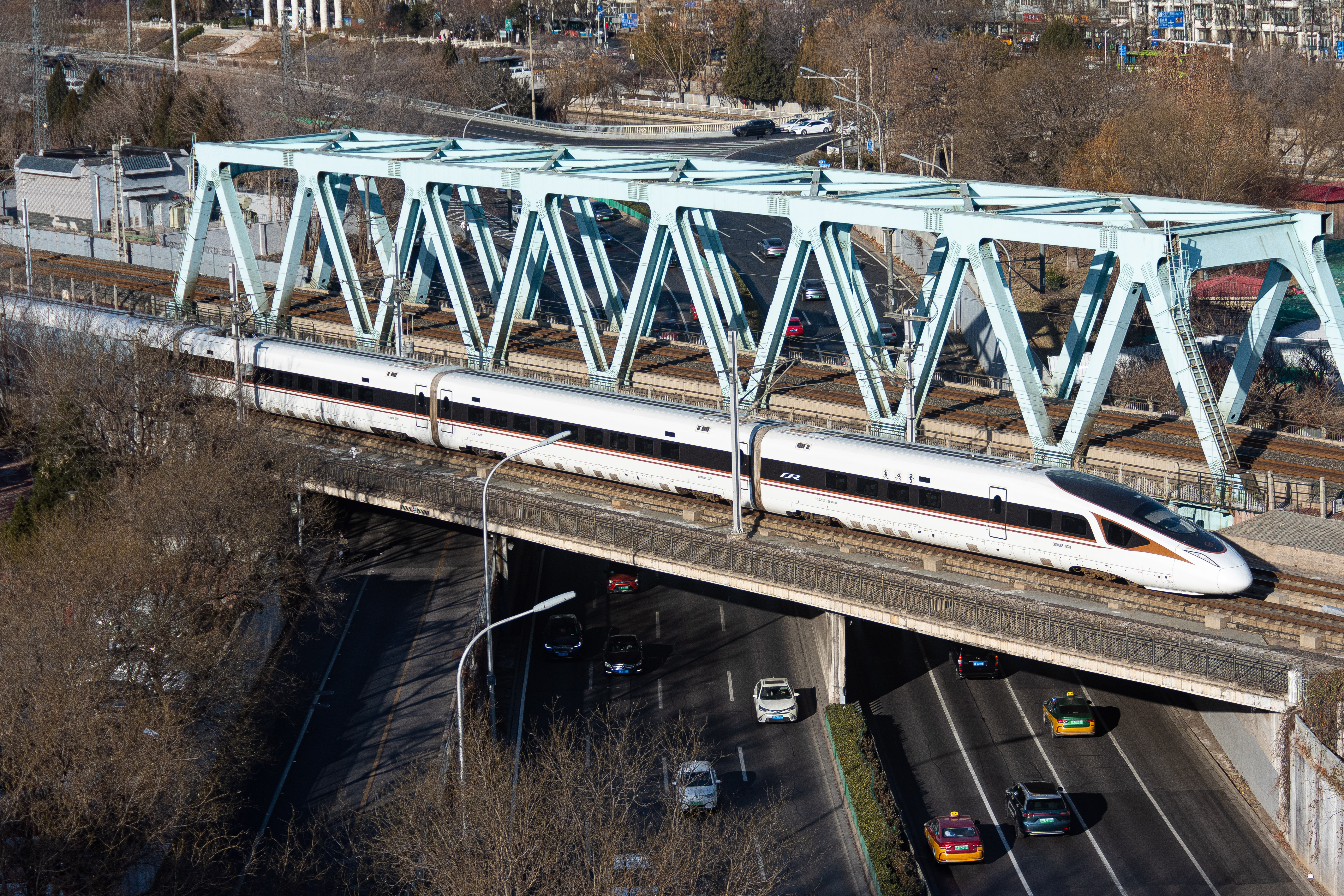
唐山制可变轨距动车组于2024年编为CR400BF-0031车组，曾用于津兴城际铁路，2024年12月28日起用于京津城际铁路

时速400公里跨国互联互通高速动车组为中华人民共和国科学技术部牵头、中国中车主导研制、中车四方、中车长客和中车唐山研制的运行时速400km/h、可变轨距的技术验证性高速电力动车组列车。

## 沿革
该项目于2016年11月启动，运用大量新技术，安排三个轨道设备制造厂商各生产一列试验动车组列车。中车唐山和中车长客的400km/h可变轨距动车组于2020年10月21日下线。
外觀方面，中車四方樣車沿用普通版CR400AF相同造型，中車唐山樣車採用中車唐山自行設計以仿生九色鹿的鹿頭流線造型搭配類似CRH5型車頭燈點綴，中車長客樣車則採用CR400BF-C「旗魚」動力學車頭造型方案。
塗裝方面，中車四方塗裝沿用普通版CR400AF相同塗裝，中車唐山塗裝採用「華夏紅」、「伏羲黃」、「珍珠白」、「端墨黑」搭配波浪式雲紋音符以及鮮花和如意的形態呈現，作為中國提倡「一帶一路」外交意象塗裝，中車長客塗裝則採用與中俄外交意象塗裝，車廂前後端以抽象風格設計。
2024年2月，三列样车當中，CR400AF-G-0021配屬中国铁路北京局集团北京朝陽动车运用所，CR400BF-0031以及CR400BF-G-0051則配属中国铁路北京局集团天津曹庄动车运用所，其中四方制列车编为CR400AF-G-0021，唐山制列车编为CR400BF-0031，长客制列车编为CR400BF-G-0051。運用方面，除CR400AF-G-0021於京哈客運專線運行外，其餘兩列樣車均在京雄城際鐵路與津兴城际铁路跨線运行。
2024年12月28日怀兴城际铁路一期开通后，曹庄动车所将CR400BF-0031调往京津城际铁路运营，CR400BF-G-0051调往津哈G373/374次列车。